# Euro Hockey Tour 2001/2002
Euro Hockey Tour 2001/2002 je 6. ročník hokejových turnajů Euro Hockey Tour.

## Česká pojišťovna cup
Hokejový turnaj byl odehrán od 6.9.2001 - do 9.9.2001 v Zlíně. Utkání Finsko - Švédsko bylo odehráno v Helsinkách
- Vítěz Finská hokejová reprezentace.

| Tým 1   | Výsledek                 | Tým 2   |
| ------- | ------------------------ | ------- |
| Finsko  | 4:2 (0:1,0:0,4:1)        | Švédsko |
| Česko   | 4:5 SN (1:1,1:1,2:2,0:0) | Rusko   |
| Rusko   | 1:2 (0:1,1:1,0:0)        | Finsko  |
| Švédsko | 3:1 (1:1,1:0,1:0)        | Česko   |
| Švédsko | 3:4 SN (0:0,1:1,2:2,0:0) | Rusko   |
| Česko   | 0:3 (0:2,0:0,0:1)        | Finsko  |

## Švédské hokejové hry
Hokejový turnaj byl odehrán od 6.11.2001 - do 11.11.2001 v Stockholmu. Utkání Finsko - Česko bylo odehráno v Helsinkách. Tohoto turnaje se zúčastnila i Kanada.
- Vítěz Švédská hokejová reprezentace.

| Tým 1   | Výsledek                 | Tým 2   |
| ------- | ------------------------ | ------- |
| Švédsko | 5:2 (1:0,2:2,2:0)        | Finsko  |
| Česko   | 2:3 (0:1,1:1,1:1)        | Rusko   |
| Finsko  | 4:2 (2:1,1:0,1:1)        | Rusko   |
| Švédsko | 1:2 PP (1:0,0:1,0:0,0:1) | Česko   |
| Rusko   | 1:2 SN (0:0,0:1,1:0,0:0) | Švédsko |
| Finsko  | 2:7 (1:4,0:2,1:1)        | Česko   |
| Kanada  | 4:7 (0:3,2:4,2:0)        | Švédsko |
| Rusko   | 3:2 SN (2:0,0:1,0:1,0:0) | Kanada  |
| Česko   | 3:1 (1:0,1:1,1:0)        | Kanada  |
| Kanada  | 3:4 (0:2,3:0,0:2)        | Finsko  |

## Baltika Cup
Hokejový turnaj byl odehrán od 18.12.2001 - do 22.12.2001 v Moskvě.V utkání Česko - Švédsko zapomněl rozhodčí po prodloužení na samostatné nájezdy, proto o vítězství České republiky rozhodl los.
- Vítěz Česká hokejová reprezentace.

| Tým 1   | Výsledek                      | Tým 2   |
| ------- | ----------------------------- | ------- |
| Švédsko | 4:3 SN (2:0,1:2,0:1,0:0)      | Finsko  |
| Rusko   | 0:4 (0:3,0:1,0:0)             | Česko   |
| Rusko   | 3:2 SN (1:1,1:1,0:0,0:0)      | Finsko  |
| Česko   | 4:3 (0:1,2:1,1:1,0:0) - losem | Švédsko |
| Švédsko | 1:3 (1:0,0:1,0:2)             | Rusko   |
| Finsko  | 2:4 (0:0,1:2,1:2)             | Česko   |

## Karjala cup
Hokejový turnaj byl odehrán od 18.4.2002 - do 21.4.2002 v Helsinkách. Utkání Švédsko - Česko bylo odehráno v Stockholmu
- Vítěz Finská hokejová reprezentace.

| Tým 1   | Výsledek                 | Tým 2   |
| ------- | ------------------------ | ------- |
| Finsko  | 2:1 (0:0,0:0,2:1)        | Švédsko |
| Česko   | 1:4 (0:2,1:1,0:1)        | Rusko   |
| Finsko  | 2:1 SN (0:0,1:0,0:1,0:0) | Rusko   |
| Švédsko | 4:2 (1:2,2:0,1:0)        | Česko   |
| Rusko   | 3:2 SN (0:2,1:0,1:0,0:0) | Švédsko |
| Česko   | 3:6 (0:2,0:1,3:3)        | Finsko  |

## Celková tabulka EHT 2001/2002
| Mužstvo | Z  | V | VP | PP | P | VG | OG | B  |
| ------- | -- | - | -- | -- | - | -- | -- | -- |
| Finsko  | 12 | 6 | 1  | 2  | 3 | 34 | 33 | 22 |
| Rusko   | 12 | 3 | 4  | 2  | 3 | 30 | 29 | 19 |
| Švédsko | 12 | 3 | 2  | 4  | 3 | 31 | 31 | 17 |
| Česko   | 12 | 3 | 2  | 1  | 6 | 34 | 36 | 14 |

## Vysvětlivky k tabulkám a zápasům
- Z – počet odehraných zápasů
- V – počet vítězství
- VP – počet výher po prodloužení (nebo po samostatných nájezdech)
- PP – počet proher po prodloužení (nebo po samostatných nájezdech)
- P – počet proher
- VG – počet vstřelených gólů
- OG – počet obdržených gólů
- B – počet bodů